# Mini-manche (automobile)
Pour les articles homonymes, voir mini-manche.
 (mars 2023).
Si vous disposez d'ouvrages ou d'articles de référence ou si vous connaissez des sites web de qualité traitant du thème abordé ici, merci de compléter l'article en donnant les références utiles à sa vérifiabilité et en les liant à la section « Notes et références ».
 (mars 2023).
Le mini-manche est un aménagement du véhicule automobile qui permet à des personnes tétraplégiques ou à des personnes souffrant de maladies neuromusculaires importantes de conduire grâce à un joystick. Celui-ci remplit les fonctions de direction, accélération et freinage. Le volant et les pédales ne sont plus utilisés. Les autres fonctions (clignotants, marche arrière, phares et autres) sont commandées par la voix ou placées sur un boîtier annexe. Ce type d'aménagement se place sur des véhicules type fourgon (Mercedes-Benz Vito ou Volkswagen Transporter) ou monospace (Chrysler Voyager ou Kia Carnival) sur lesquels peuvent être ajoutés un hayon élévateur pour monter dans le véhicule, ou dans le cas des monospaces, une rampe électrique. La conduite peut se faire en fauteuil roulant électrique (dont l'assise s'abaisse) ou par transfert sur le siège conducteur qui peut alors être pivotant.
Aujourd'hui[Quand ?] en France, deux centres de réadaptation fonctionnelle proposent des formations pour apprendre à utiliser ce système :
- Le CMRRF de Kerpape.
- Le Centre médical du Cap Peyrefite de Cerbère.